# Salem (Vosper)
Pour les articles homonymes, voir Salem.
Salem est une aquarelle peinte en 1908 par le peintre anglais Sydney Curnow Vosper (en). Elle représente des fidèles se préparant à assister au service dans la chapelle baptiste de Capel Salem à Pentre Gwynfryn (en), un village dans le nord-ouest du pays de Galles.
Cette image rencontre rapidement une grande popularité au Royaume-Uni à la suite de son utilisation pour promouvoir la marque de savon Sunlight de Lever Brothers. Avec son personnage central vêtu du costume traditionnel, elle symbolise l'identité religieuse (non-conformiste) et culturelle galloise. Son aura au pays de Galles est comparable à celle de La Charrette de foin de John Constable en Angleterre.
Salem est exposé à la Lady Lever Art Gallery de Port Sunlight. Une autre version du tableau, peinte en 1909, a été acquise par la Bibliothèque nationale du pays de Galles en 2019.

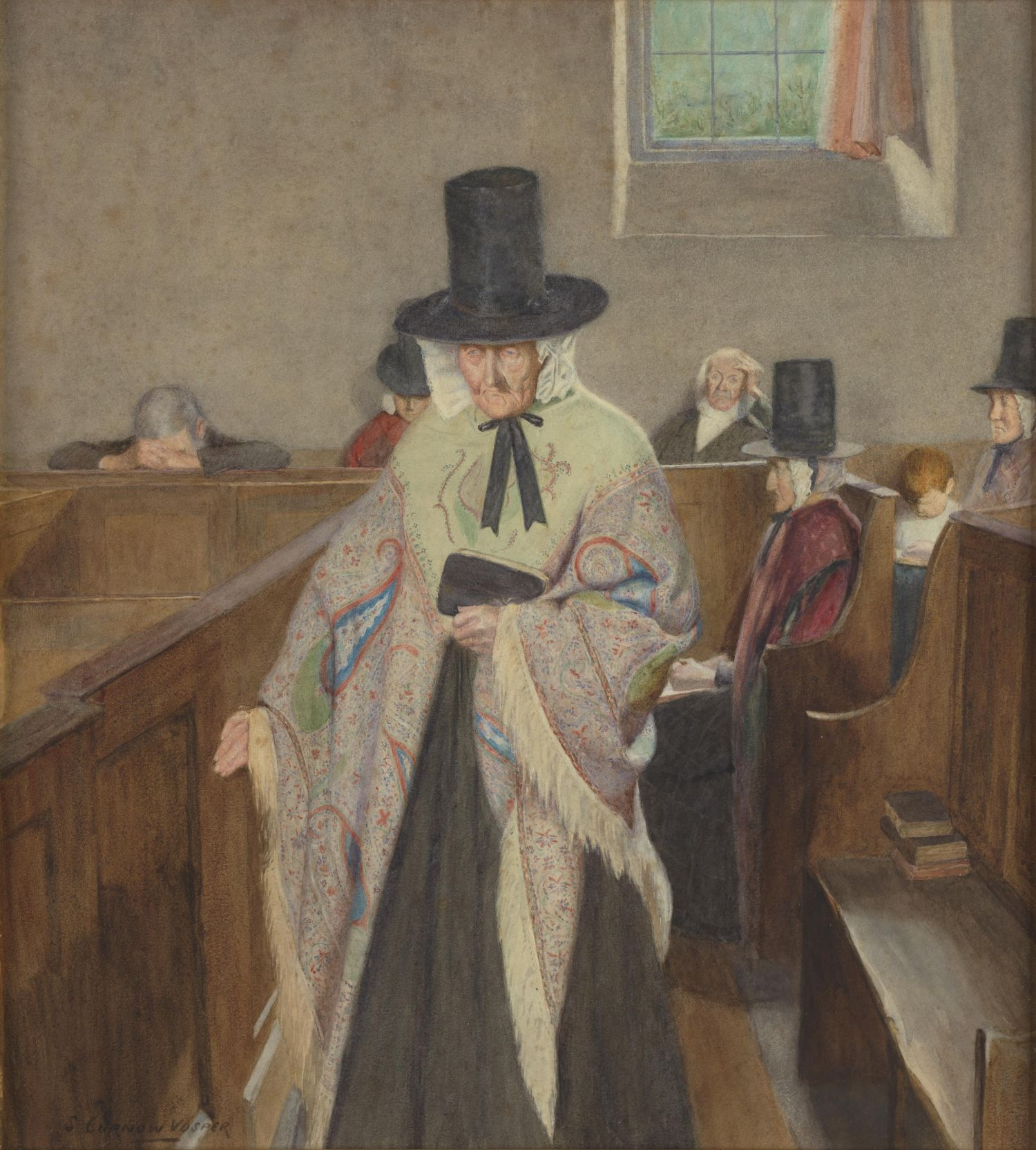
La version de 1909.

## Contexte
Sydney Curnow Vosper (en) est né à Plymouth, en Angleterre, en 1866. Il étudie la peinture à l'académie Colarossi de Paris sous l'égide de Raphaël Collin avant de faire carrière à Londres comme illustrateur de magazines et peintre paysagiste et portraitiste. Après son mariage avec Constance Eliza James, la fille d'un avocat de Merthyr Tydfil, en 1902, il commence à s'intéresser au pays de Galles et visite la région pour y trouver des sujets d'inspiration.

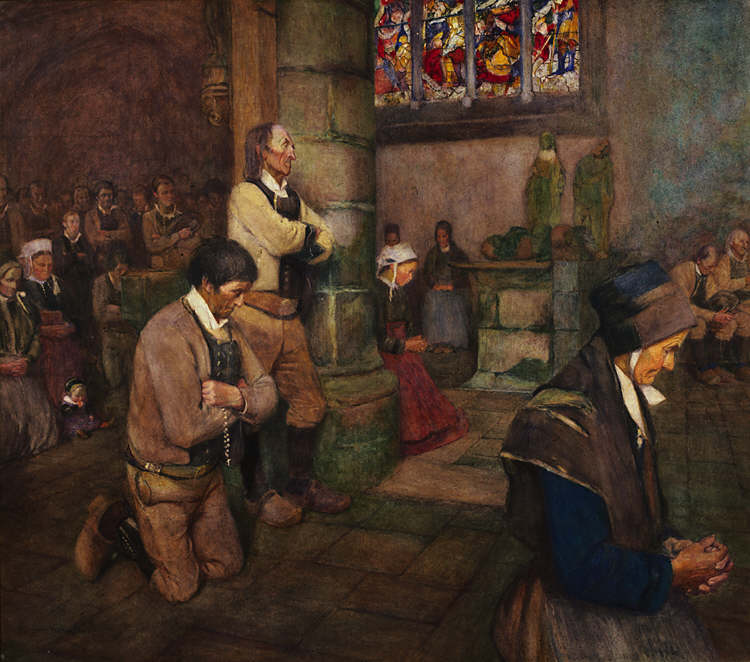
Sydney Curnow Vosper, Bretons at Prayer (1899).

De passage à Llanbedr, dans le Merionethshire, Vosper s'intéresse à Capel Salem, une petite chapelle baptiste construite en 1850 près du village de Pentre Gwynfryn (en). Il décide d'en faire le décor d'un tableau et demande à des habitants des environs de poser pour lui, comme il l'a déjà fait quelques années plus tôt à Saint-Fiacre en Bretagne (Bretons at Prayer, 1899), en les rémunérant un sixpence (en) de l'heure.

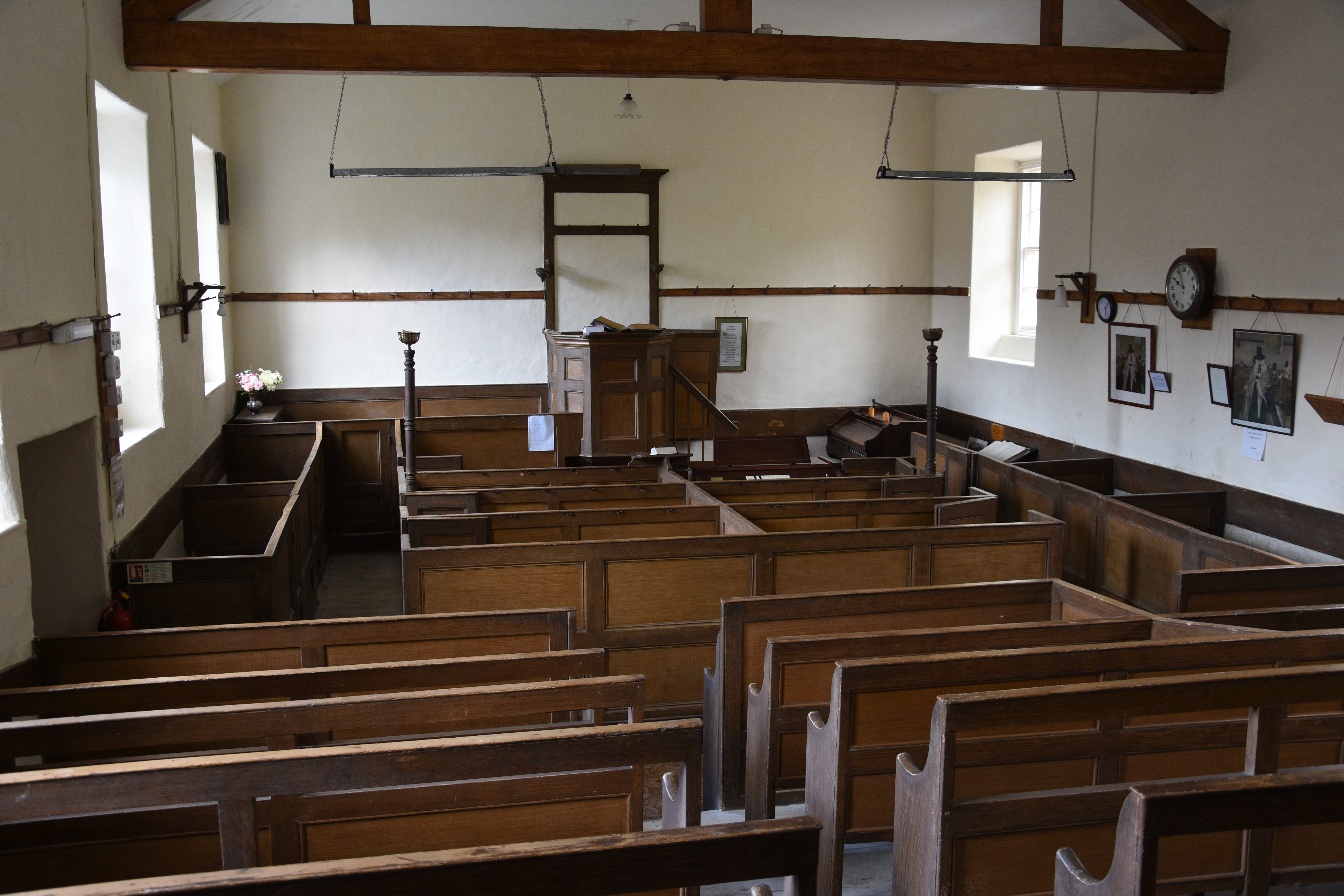
L'intérieur de Capel Salem en 2020.

Les noms des modèles de Vosper sont connus. De gauche à droite, il s'agit de :
- Robert Williams, charpentier ;
- Laura Williams, épicière ;
- Siân Owen, veuve ;
- William Siôn ;
- « Leusa Jones », un mannequin ;
- Evan Edward Lloyd, un petit garçon de six ans ;
- Mary Rowlands
- Owen Siôn[4].

Salem est achevé en 1908 et présenté l'année suivante à la Royal Academy. Son principal modèle, Siân Owen, pose à nouveau pour un autre tableau de Vosper, Market Day in Old Wales (1910).

## Description
Salem est une scène de genre qui représente l'intérieur de la chapelle de Capel Salem peu avant 10 heures du matin, comme l'indique une pendule accrochée au mur en haut à gauche. Sept personnes (trois femmes, trois hommes et un petit garçon) sont déjà assises sur des bancs d'église, certaines dans des postures de prière, et attendent le début du service, tandis qu'un huitième individu est en train de s'installer. C'est une vieille femme vêtue du costume traditionnel gallois (en), avec un chapeau noir à haute calotte (en) et un châle aux couleurs vives de motif paisley. Les trois autres femmes représentées portent des habits similaires.

## Analyse

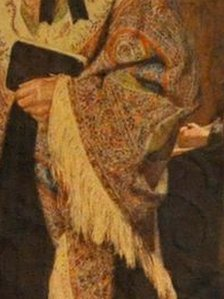
Les plis du châle censés montrer le visage du diable.

Une légende populaire veut que Vosper ait volontairement représenté le visage du diable dans le châle de Siân Owen, autour de son bras gauche : un motif en spirale formerait sa corne, les plis du tissu ses yeux et son nez, et la frange sa barbiche. Cette rumeur voit le jour du vivant du peintre, qui dément avoir eu cette intention dans une lettre adressée au conservateur de la Lady Lever Art Gallery en 1940, deux ans avant sa mort. Il s'agirait donc plutôt d'un cas de paréidolie.

## Popularité
Salem est acheté en 1909 par l'industriel William Hesketh Lever pour la somme de 100 guinées. Il l'utilise pour promouvoir le savon Sunlight produit par son entreprise, Lever Brothers : un système de points à collectionner permet aux consommateurs qui en accumulent suffisamment de recevoir une reproduction du tableau. Salem bénéficie ainsi d'une distribution à grande échelle et ses reproductions ornent les murs de nombreux foyers britanniques.
La popularité de Salem au pays de Galles augmente encore dans les années 1930 lorsque Ifan ab Owen Edwards (en) en distribue des milliers de reproductions à prix réduit pour financer l'association de jeunes qu'il a fondée, Urdd Gobaith Cymru (en).